# Lobelia cuneifolia
Lobelia cuneifolia là loài thực vật có hoa trong họ Hoa chuông. Loài này được Link & Otto mô tả khoa học đầu tiên năm 1821.